# Camillo Mariani
Camillo Mariani (né en 1556 à Vicence et mort à Rome en 1611) est un sculpteur italien. Camillo Mariani est un sculpteur de transition entre la période de la Renaissance et la période Baroque.

## Biographie
Né à Vicence en 1556, Camillo Mariani s'est formé dans sa région natale, la Vénétie, notamment auprès du sculpteur vénitien Alessandro Vittoria. Il travaille alors sur plusieurs chantiers collectifs. Il participe notamment au décor sculpté du fameux Teatro Olympico de Vicence, dû à l'architecte Palladio. À partir de 1591, il ouvre son propre atelier à Vicence.
Son œuvre la plus marquante de cette époque est la réalisation de six sculptures en stuc représentant des membres de la famille Cornaro, pour le grand salon de la villa Cornaro, due également à Palladio.
En 1597, il part s'installer à Rome où il deviendra un sculpteur reconnu. Il participe à la réalisation de plusieurs décors en stuc pour des peintres. Les huit grandes statues de saints en stuc, sculptées entre 1600 et 1603 et ornant les parois de l'église San Bernardo alle Terme, constituent son chef-d’œuvre.
En 1600, il devient membre de la Congregazione dei Virtuosi et en 1604, de l'Accademia di San Luca, associations qui regroupent les grands artistes de l'époque. Il décède en 1611. Parmi ses élèves, le plus célèbre est Francesco Mochi (1580-1654), qui reprend son atelier après sa mort et terminera certaines de ses œuvres.

## Œuvres principales
- 6 statues en stuc de membres illustres de la famille Cornaro. Ces statues, grandeur nature, ornent les niches du salon principal de la villa Cornaro à Piombino Dese, près de Venise.
- 8 statues de saints, en stuc, qui se trouvent dans les niches de l'église San Bernardo alle Terme de Rome.
- Statues en marbre de la Religion, Saint Pierre et Saint Paul, dans la chapelle Aldobrandini de l'église Santa Maria Sopra Minerva, à Rome.